# Pierre Amine Gemayel
Pierre Amine Gemayel (født 24. september 1972, død 21. november 2006) var libanesisk politiker fra partiet Kataeb og industriminister, da han blev myrdet.
Pierre Gemayel stammer fra en familie, der har dybe rødder i libanesisk politik. Hans far var præsident Amine Gemayel, hans onkel Bashir Gemayel var valgt (men ikke tiltrådt) som præsident, og hans farfar Pierre Gemayel var Kataebs grundlægger.
Pierre Gemayel var jurist med studier i Beirut og Paris og praktiserede i starten som advokat i Beirut. Han blev i 2000 indvalgt i parlamentet, hvor han gjorde sig til talsmand mod den syriske besættelse og indflydelse i Libanon. I 2005 blev han industriminister.
Han døde ved et attentat, hvor der blev åbnet ild mod hans bil, efter at den var blevet påkørt. Fra det libanesiske parlament er der kommet beskyldninger om syrisk indblanding i Gemayels død, men den syriske regering benægter dette.